# Al ataque chow
Al ataque chow fue un programa de televisión de humor, producido por Mandarina y emitido en Telecinco. Se estrenó el domingo 28 de febrero de 2010 a las 19:00 horas. Fue presentado por la actriz y presentadora Paz Padilla, en respuesta a la emisión por Antena 3, la cadena rival, de un formato de similares características: El Club de chistes.

## Formato
Sucesión de chistes, por parte de un equipo de profesionales del humor, dando también oportunidad a aspirantes a cuentachistes anónimos entre los que se busca al mejor de España.
En abril de 2010, el espacio, inicialmente titulado ¡¡Al Ataque!! pasa a denominarse Al Ataque Chow y en el mismo se enfrentan dos equipos, el Equipo Azul y el Equipo Rosa integrados, respectivamente, por hombres y mujeres. Ambos compiten, contando chistes, por el favor del público.

## Equipos
ACTUALES:
- Santiago Urrialde
- Juan García
- Félix, el Gato
- Nani Gaitán
- Emma Ozores
- Elena Martín (desde mayo)
- Santi Rodríguez (desde marzo)
- Yolanda Ramos.

ANTIGUOS:
- Víctor Janeiro (hasta marzo)
- Óscar Higares (hasta abril)
- Teté Delgado (hasta abril)

## Audiencias
| Temporada | Temporada | Episodios | Estreno               | Final                   | Audiencia media | Audiencia media | Audiencia media |
| Temporada | Temporada | Episodios | Estreno               | Final                   | Espectadores    | Cuota           |                 |
| --------- | --------- | --------- | --------------------- | ----------------------- | --------------- | --------------- | --------------- |
|           | 1         | 27        | 28 de febrero de 2010 | 5 de septiembre de 2010 | 1 424 000       | 9,3%            |                 |

### Primera temporada (2010)
| Programas emitidos | Programas emitidos      | Programas emitidos | Programas emitidos | Programas emitidos |
| N.º                | Fecha de emisión        | Espectadores       | Share              |                    |
| ------------------ | ----------------------- | ------------------ | ------------------ | ------------------ |
| 1                  | 28 de febrero de 2010   | 1 626 000          | 12,4%              |                    |
| 2                  | 7 de marzo de 2010      | 1 892 000          | 13,0%              |                    |
| 3                  | 14 de marzo de 2010     | 1 232 000          | 9,5%               |                    |
| 4                  | 21 de marzo de 2010     | 1 330 000          | 10,3%              |                    |
| 5                  | 28 de marzo de 2010     | 965 000            | 9,4%               |                    |
| 6                  | 4 de abril de 2010      | 670 000            | 6,5%               |                    |
| 7                  | 11 de abril de 2010     | 1 020 000          | 9,6%               |                    |
| 8                  | 12 de abril de 2010     | 1 861 000          | 9,4%               |                    |
| 9                  | 19 de abril de 2010     | 1 903 000          | 9,9%               |                    |
| 10                 | 26 de abril de 2010     | 1 897 000          | 10,0%              |                    |
| 11                 | 3 de mayo de 2010       | 1 928 000          | 10,1%              |                    |
| 12                 | 10 de mayo de 2010      | 2 003 000          | 10,2%              |                    |
| 13                 | 17 de mayo de 2010      | 2 043 000          | 10,7%              |                    |
| 14                 | 24 de mayo de 2010      | 1 898 000          | 10,2%              |                    |
| 15                 | 31 de mayo de 2010      | 1 756 000          | 9,9%               |                    |
| 16                 | 7 de junio de 2010      | 1 938 000          | 10,8%              |                    |
| 17                 | 13 de junio de 2010     | 1 411 000          | 7,9%               |                    |
| 18                 | 14 de junio de 2010     | 1 247 000          | 6,5%               |                    |
| 19                 | 20 de junio de 2010     | 1 118 000          | 6,4%               |                    |
| 20                 | 27 de junio de 2010     | 1 021 000          | 6,0%               |                    |
| 21                 | 28 de junio de 2010     | 1 173 000          | 6,8%               |                    |
| 22                 | 5 de julio de 2010      | 1 575 000          | 10,7%              |                    |
| 23                 | 18 de julio de 2010     | 944 000            | 8,4%               |                    |
| 24                 | 19 de julio de 2010     | 1 502 000          | 11,4%              |                    |
| 25                 | 26 de julio de 2010     | 1 184 000          | 8,9%               |                    |
| 26                 | 15 de agosto de 2010    | 726 000            | 9,0%               |                    |
| 27                 | 5 de septiembre de 2010 | 590 000            | 6,4%               |                    |